# والي ويلز
والي ويلز (بالإنجليزية: Wally Wales)‏ هو ممثل أمريكي، ولد في 13 نوفمبر 1895 في الولايات المتحدة، وتوفي بنفس المكان في 10 فبراير 1980 بسبب سكتة وذات الرئة.

## وصلات خارجية
- والي ويلز على موقع IMDb (الإنجليزية)
- والي ويلز على موقع قاعدة بيانات الفيلم (الإنجليزية)